# Ланфредини, Итало
Итало Ланфредини (Italo Lanfredini) - итальянский скульптор.

Он родился в Саббионете в 1948 году. После окончания школы он поступил в Академию изящных искусств во Флоренции, которую он оставил после первого года переезда в Милан, в Академию Брера. В начале семидесятых он поселился в Мантуе. Обучение пластическому и визуальному образованию начинается в художественной школе Джулио Романо. Серия работ Incontri и Fonte di vita восходит к этим годам, следуя за богами, венерами, разорванными колоннами.
Начиная с середины семидесятых, скульптура Ланфредини приобретает более широкое измерение, уже не объективные работы, а диалог с местом и его аурой. Работает, чтобы пересечь, обитать, жить: Пороги, Лабиринты, Сады. В 1987 году «Лабиринт Арианна» стал победителем Международного конкурса скульптур, организованного Антонио Прести - создателем и президентом Фонда Fiumara d'Arte. Работа была проведена в 1988-89 годах на высоком мысе гор Неброди в Кастель-ди-Лучио (Мессина). 